# جيمس د. بروسناهن
جيمس د. بروسناهن (بالإنجليزية: James D. Brosnahan)‏ هو سياسي أمريكي، ولد في 5 يوليو 1962 في إفرغرين بارك في الولايات المتحدة. حزبياً، نشط في الحزب الديمقراطي. وقد انتخب عضو مجلس نواب إلينوي.